# Interrupción del sistema FAA en los Estados Unidos de 2023
El 11 de enero de 2023, los vuelos de Estados Unidos quedaron en tierra o se retrasaron cuando la Administración Federal de Aviación (FAA) se apresuró a solucionar una interrupción del sistema. FAA pausó todas las salidas de vuelos hasta las 9 a. m. ET, hora local.
Se permitió que los vuelos que ya estaban en el aire continuaron hacia sus destinos. Alrededor de las 8:30 a. m. ET, los vuelos comenzaban a reanudar las salidas.
En particular, esta fue la primera vez desde el 11 de septiembre de 2001 que la FAA emitió una parada terrestre a nivel nacional en los Estados Unidos.
Una investigación preliminar del incidente demostró a los investigadores de la FAA que un "archivo de base de datos dañado" pudo haber causado la interrupción del sistema de notificación a misiones aéreas (NOTAM) de la FAA, responsable de notificar a los pilotos sobre riesgos de seguridad. La FAA le dijo a CNN que "no había evidencia de un ataque cibernético " en su sistema NOTAM.

## Incidente
La FAA había ordenado a las aerolíneas que detuvieran todas las salidas nacionales después de que su sistema de aviso de misiones aéreas de alerta al piloto se desconectó durante la noche y causó una gran interrupción. Alrededor de las 8:30 a. m. ET, los vuelos comenzaban a reanudar las salidas y se esperaba que las salidas en otros aeropuertos se reanudaran a las 9 a. m. . Sin embargo, las aerolíneas pueden implementar programas de demoras en tierra, lo que podría generar más problemas de horarios.

## Secuelas
Un total de 32,578 vuelos se retrasaron dentro, hacia o desde los Estados Unidos a las 8:07 a. m. ET, y también se cancelaron otros 409 dentro, dentro o fuera del país.
Después del incidente, las acciones de las aerolíneas estadounidenses cayeron en las operaciones previas a la comercialización: Southwest Airlines bajó un 2,4%, mientras que Delta Air Lines Inc, United Airlines y American Airlines bajaron alrededor de un 1%.

## Reacciones
El presidente de los Estados Unidos, Joe Biden, ha sido informado sobre la interrupción del sistema de la FAA. La Casa Blanca dijo que no había evidencia de un ataque cibernético en relación con la interrupción del sistema, pero el presidente solicitó una investigación.